# 고양 북한산 서암사지
고양 북한산 서암사지(高揚 北漢山 西巖寺址)는 대한민국 경기도 고양시 덕양구에 있는 옛 절터이다. 2007년 8월 13일 대한민국의 경기도의 기념물 제140호로 지정되었다.

## 연혁
서암사(西巖寺)는 조선 숙종 37년(1711년) 때에 북한산성 축성 이후 산성의 수비를 위해 창건된 13개 사찰들 중 하나로, 수문 안쪽에 있었다고 한다. 규모는 133칸으로, 승려 광헌(廣軒)이 창건하였다고 전해진다.
처음에는 고려 문인 민지(閔漬:1248~1326)가 살았던 유지가 그 옆에 있었기 때문에 민지사(閔漬寺)로 불렸다. 수문 일대의 산성 수비 역할을 담당하다가 19세기 말에 폐사된 것으로 추정된다. 현재는 절은 전하지 않는다.

## 지정 사유
북한도(北漢圖)에 전재된 서암사의 위치, 각종 문헌의 기록과 조사, 그리고 주변의 지형적인 조건등으로 볼 때 북한산성 내에 건립된 11개의 사찰중 하나인 서암사가 확실하며, 그 기능은 상번역(上番役)의 승병을 주둔시켜 산성의 경계와 수비임무에 종사했던 중요사찰이다. 따라서 조선시대 서암사의 위상과 중요성, 학술적인 가치등으로 보아 경기도 문화재자료로 지정하여 보존하는 것이 타당하며, 현재 이 지역은 등산로 개설등으로 유적이 훼손되고 있어 그에 대한 방지책을 마련하고 향후 발굴조사를 통한 유적의 원형복원에 노력이 필요하다.

## 같이 보기
- 북한산성

## 참고 자료
- 고양북한산서암사지 - 국가유산청 국가유산포털